# Баранченко, Виктор Еремеевич
Виктор Еремеевич Баранченко (1892, Кишинёв, Бессарабская губерния — 1980) — российский революционер, хозяйственный работник периода социалистического строительства, мемуарист, автор очерков и воспоминаний о деятелях революции.

## Биография
Родился 18 октября 1892 года в Кишинёве. Сирота, вырос в приюте, учился в казенном училище, на вечерних общеобразовательных курсах. С 1909 года работал конторщиком в торговой фирме. Участвовал в анархическом, затем в социал-демократическом движении в Кишинёве, депутат Кишинёвского Совета рабочих депутатов (1917). Участвовал в Гражданской войне, затем работал над организацией профсоюзов в Кишинёве и в Крыму, делегат IV Всероссийского съезда профсоюзов (1921).
В 1922—1929 годах работал в Главсельпроме ВСНХ СССР, затем в системе Наркомата тяжелой промышленности, в Главрезиноснабе, в Московском институте тонкой химической технологии. Член ВКП(б) — КПСС до 1937 и с 1956 года. С 1957 года персональный пенсионер союзного значения.
Автор многотомных неопубликованных воспоминаний о революционном движении и ранней стадии развития социалистического хозяйства. По материалам этих воспоминаний подготовил и опубликовал биографию Ю. П. Гавена в серии «Жизнь замечательных людей» (М.: Молодая гвардия, 1967), посмертно были изданы сборник «Стойкость, неутомимость, отвага: Очерки о революционной, партийной и хозяйственной деятельности большевиков» (М.: Московский рабочий, 1987), включающий статьи о Гавене, К. И. Ландере, Д. Н. Бассалыго и др., и биография деятеля Коминтерна и коммунистической партии Молдавии Даниила Риделя (Кишинёв: Картя молдовеняскэ, 1987; в соавторстве с Э. О. Оксинойдом).
Автор неопубликованной монографии «Жизнь и гибель Фаины Ставской» (1957—1961), хранящейся (в рукописи) в Центральном московском архиве-музее личных собраний.
В 1995 году в журнале «Вопросы истории» были опубликованы воспоминания Баранченко о прощании с П. А. Кропоткиным в Дмитрове и Москве 10 февраля 1921 года
Известно, что с воспоминаниями Баранченко и с ним самим знакомился в 1965 году Юрий Трифонов, собираясь писать о революционерах-анархистах. Со ссылкой на мемуары Баранченко распространялась позднее версия о курортном романе между Фанни Каплан и Дмитрием Ульяновым, младшим братом В. И. Ленина.
Жена — Фаина Ефремовна Ставская (1890—1937) — революционерка-анархистка, затем эсерка, в конце жизни директор Государственной исторической библиотеки, репрессирована и расстреляна. Впоследствии Баранченко женился на её младшей сестре, Евгении Ефремовне (Мене Фраимовне) Ставской (1903-1991), с которой прожил до своей смерти.
Умер в 1980 году. Похоронен на Ваганьковском кладбище (20 уч.).